# Beat Bösiger
Beat Bösiger (* 21. Januar 1970) ist ein Schweizer Gemüseproduzent und Politiker (SVP).

## Beruf
Bei der Bösiger Gemüsekulturen AG und bei der Bösiger Bio AG ist er Verwaltungsratspräsident. Im Grossen Vorstand des Berner Bauern Verbands vertritt er die Gemüseproduzenten-Vereinigung der Kantone Bern und Freiburg (GVBF), wo er ebenfalls im Vorstand vertreten ist. Ausserdem war er beim Verband Schweizer Gemüseproduzenten (VSGP) im Leitenden Ausschuss (Vorstand) vertreten, bis er 2024 aufgrund einer Amtszeitbeschränkung zurücktrat.

## Politik
Seit 1. Juni 2018 ist er Mitglied des Grossen Rates des Kantons Bern. Bis am 31. Mai 2022 war er dabei Mitglied der Justizkommission und seit 1. Juni 2022 Mitglied der Sicherheitskommission (SiK).
Bei den Schweizer Parlamentswahlen 2023 kandidierte er um einen Sitz im Nationalrat, wurde jedoch nicht gewählt.
Er ist seit 2018 im Vorstand der SVP Sektion Niederbipp und in der Geschäftsleitung sowie im Vorstand der SVP Kanton Bern, seit 2021 als Vizepräsident.

## Privates
Er ist verheiratet, hat zwei Kinder und wohnt in Niederbipp.